# Paul Koslik
Paul Koslik (* 29. Juni 1886 in Sonnenburg (Neumark); † nach 1944) war ein deutscher Kapitän zur See der Reserve der Kriegsmarine.
Koslik war einer von 13 Offizieren, die den Dienstgrad eines Kapitäns zur See der Reserve in der Kriegsmarine erreichten und war der einzige Kapitän zur See der Reserve zur Verfügung der Kriegsmarine.

## Leben
Paul Koslik trat am 1. April 1903 in die Kaiserliche Marine ein. Ende März 1909 wurde er bei der II. Marineinspektion zum Oberleutnant zur See befördert. Später war er bis Oktober 1914 Kommandant der Torpedoboote T 125 und T 93, welche der im August 1914 eingerichteten Hafenflottille der Jade-Weser zugeordnet waren. Bis April 1917 war er, ab 27. Januar 1915 Kapitänleutnant, Kommandant von V 180 und später zusätzlich Flaggleutnant bei der VIII. Torpedoboot-Flottille. In gleicher Position kam er zur X. Torpedoboot-Flottille und übernahm auch das Kommando über S 56. Von Dezember 1917 bis Kriegsende war er Kommandeur von S 56. Als Chef der XIII. Halbflottille in der VII. Torpedoboot-Flottille kam er an Bord von S 56 zur Internierung nach Scapa Flow. Bis Kriegsende war er u. a. mit dem Hamburger Hanseatenkreuz ausgezeichnet worden.
Nach dem Krieg wurde er in die Reichsmarine übernommen. 1922 war er Stabsoffizier bei der Kommandantur Pillau. Am 1. Juni 1922 wurde er zum Korvettenkapitän befördert. Am 30. Juni 1923 wurde er aus der Marine verabschiedet.
Ab etwa 1933 war er bis mindestens 1939 Reichskommissar beim Seeamt Königsberg.
Mit der Umgliederung des Hafenschutzverbandes Kristiansand-Süd beim Kommandant der Seeverteidigung Kristiansand-Süd im Juni 1940 zur Hafenschutzflottille Kristiansand-Süd war er bis September 1941 Chef der Flottille. Anschließend war er bis zur Umgliederung im Juni 1944 Chef des Küstensicherungsverband Norwegische Polarküste beim Admiral der norwegischen Polarküste. Am 8. Oktober 1943 wurde er für die Führung des Küstensicherungsverbands mit dem Deutschen Kreuz in Gold ausgezeichnet. Am 1. März 1944 wurde er zum Kapitän zur See d. R. z. V. befördert. Der Küstensicherungsverband Norwegische Polarküste wurde im Juni 1944 in den 1. und 2. Küstensicherungsverband aufgeteilt. Bis September 1944 übernahm er den 1. Küstensicherungsverband. Am 30. November 1944 wurde er aus der Kriegsmarine verabschiedet.